# Bhilski jezici
Bhilski jezici, podskupina centralnih indoarijskih jezika raširenih na području Indije, kojima govori blizu 7.000.000 ljudi.
Jezici koji pripadaju ovoj podskupini su: palya bareli [bpx] (10.000; 2000 NLCI); pauri bareli [bfb] (175.000; 2000 NLCI); rathwi bareli [bgd] (63.700 (2000); bauria [bge] (248.000; 1999); bhilali [bhi] (1.150.000; 2000); bhili [bhb] (1.300.000; 1998); chodri [cdi] (282.000 u Gujaratu; 2001 census); dhodia [dho] (152.000; 2007); dubli [dub] (252.000; 2007); dungra bhil [duh] (100.000; 2000); gamit [gbl] (400.000; 2000); adiwasi garasia [gas] (100.000; 1988 IEM); rajput garasia [gra] (100.000; IEM 1999); mawchi [mke] (80.000; 2007); nah [nlx] (15.000; 2003); noiri [noi] (100.000; 2003); pardhi [pcl] (120.000; 2007); rathawi [rtw] (451.000; 2006); i wagdi [wbr] (1.710.000; 2000),

## Vanjske poveznice
- Ethnologue (14th)
- Ethnologue (15th)
- Ethnologue (16th)
- Ethnologue (17th)
- Ethnologue (18th)
- Ethnologue (19th)
- Ethnologue (20th)
- Ethnologue (21th)